# Azerbaïdjan au Concours Eurovision de la chanson 2012
L'Azerbaïdjan a participé et a organisé le Concours Eurovision de la chanson 2012 à Bakou et a sélectionné son artiste via des éliminatoires et une finale nationale Milli seçim turu qui est organisée par le diffuseur azéri İTV.
L'Azerbaïdjan est représenté par Sabina Babayeva lors de la grande finale du Concours 2012, le 26 mai 2012, avec la chanson When the Music Dies qui passe en 13e position. Le pays termine à la quatrième place avec 150 points.

## Finale nationale
Un total de 119 chansons sont soumises à İTV. Le processus de sélection est le même qu'en 2011 à l'exception que le nombre de candidats est réduit à 72 artistes. Ils ont ensuite été répartis en huit séries avec neuf chanteurs dans chacune d'elles. Le vote se partage à 50 % chacun entre le jury et le télévote. Les éliminatoires hebdomadaires se composent de cinq émissions diffusées du lundi au vendredi avec une chanson étrangère interprétée le lundi, une chanson azérie le mardi, une chanson  with a foreign song performed on Monday, a Azerbaijani song on Tuesday, une chanson chantée lors d'un Concours Eurovision le mercredi, une chanson au choix de l'article le vendredi. Les candidats retenus comprennent un candidat qui est à sa troisième participation Azad Shabanov ainsi que les candidats qui étaient déjà présents en 2011 qui sont Altun Zeynalov, Empathy, Emin Hasan, Rustam Allazov, Janana Zeynalova, Orkhan Nasibov, Sabina Babayeva, Ramin Guliyev, Kanan Gadimov, Adil Bakhishli, Ulvi Rashidov, Rinat Alimov, Habil Ahmadov, et Khana Hasanova. Les candidats non-azéris comprennent l'Américain Yan Kashepava et la Russe Vlada Akhundova.

### Éliminatoires télévisés

#### Série 1
| Numéro | Artiste                | Place |
| ------ | ---------------------- | ----- |
| 1      | Ramin Guliyev          | 4     |
| 2      | Janana Zeynalova       | 7     |
| 3      | Orkhan Mirzayev        | 8     |
| 4      | Samra Rahimli          | 3     |
| 5      | Kanan Gadimov          | 5     |
| 6      | Anastasiya Bedritskaya | 9     |
| 7      | Amil Gojayev           | 6     |
| 8      | Orkhan Karimli         | 1     |
| 9      | Elnara Hasanova        | 2     |

#### Série 2
| Numéro | Artiste            | Place |
| ------ | ------------------ | ----- |
| 1      | Rufat Aliyev       | 8     |
| 2      | Mehriban Sadykhova | 9     |
| 3      | Farid Hasanov      | 3     |
| 4      | Ilham Hamidov      | 4     |
| 5      | Huseyn Abdullayev  | 2     |
| 6      | Maryam Karimova    | 1     |
| 7      | Sehri Rahimova     | 6     |
| 8      | Live Or Leave      | 7     |
| 9      | Elvin Babazadeh    | 5     |

#### Série 3
| Numéro | Artiste              | Place |
| ------ | -------------------- | ----- |
| 1      | Khayyam Mustafazadeh | 1     |
| 2      | Farid Ramazanov      | 7     |
| 3      | Rustam Allazov       | 5     |
| 4      | Rovshan Azizov       | 4     |
| 5      | Aysel Guluzadeh      | 6     |
| 6      | Yelena Karimova      | 9     |
| 7      | Anar Safarov         | 3     |
| 8      | Altun Zeynalov       | 2     |
| 9      | Aytaj Valiyeva       | 8     |

#### Série 4
| Numéro | Artiste               | Place |
| ------ | --------------------- | ----- |
| 1      | Orkhan Nasibov        | 7     |
| 2      | Emin Hasan            | 6     |
| 3      | Empathy               | 4     |
| 4      | Rinat Aslanov         | 8     |
| 5      | Nigar "Nika" Babayeva | 3     |
| 6      | Nadezhda Mikayilova   | 2     |
| 7      | Fagan Safarov         | 1     |
| 8      | Kamran Azizov         | 5     |

#### Série 5
| Numéro | Artiste               | Place |
| ------ | --------------------- | ----- |
| 1      | Elnara Kazimova       | 6     |
| 2      | Azad Shabanov         | 2     |
| 3      | Samir Mammadov        | 7     |
| 4      | Elton Ibrahimov       | 1     |
| 5      | Gunay Ahmadova        | 4     |
| 6      | Yan Kashepava         | 8     |
| 7      | Suleyman Aghakishiyev | 9     |
| 8      | Fidan Huseynova       | 5     |
| 9      | Aydin Eyvazzadeh      | 3     |

#### Série 6
| Numéro | Artiste             | Place |
| ------ | ------------------- | ----- |
| 1      | Habil Ahmadov       | 4     |
| 2      | Orkhan Afandi       | 5     |
| 3      | Ramila Muradova     | 3     |
| 4      | Elgiz Mammadov      | 6     |
| 5      | Adil Bakhishli      | 1     |
| 6      | Bakhtiyar Gasimov   | 2     |
| 7      | Jahangir Gasimzadeh | 7     |
| 8      | Vlada Akhundova     | 8     |

#### Série 7
| Numéro | Artiste           | Place |
| ------ | ----------------- | ----- |
| 1      | Erkin Osmanli     | 8     |
| 2      | Ad Gloriam        | 4     |
| 3      | Ayla Idrisova     | 2     |
| 4      | Kamran Abdullayev | 5     |
| 5      | Sabina Babayeva   | 1     |
| 6      | Khana Hasanova    | 3     |
| 7      | Khayal Taghiyev   | 9     |
| 8      | Natig Baghirov    | 6     |
| 9      | Azer Salimli      | 7     |

#### Série 8
| Numéro | Artiste          | Place |
| ------ | ---------------- | ----- |
| 1      | Tofig Hajiyev    | 5     |
| 2      | Rinat Alimov     | 9     |
| 3      | Arzu Ismayilova  | 1     |
| 4      | Ali Mammadli     | 7     |
| 5      | Ulkar Guliyeva   | 4     |
| 6      | Abbas Karimli    | 6     |
| 7      | Zaur Amiraslanov | 3     |
| 8      | Ulvi Rashidov    | 2     |
| 9      | Caspian Dreamers | 8     |

### Demi-finale
| Numéro | Artiste              |
| ------ | -------------------- |
| 1      | Orkhan Karimli       |
| 2      | Maryam Karimova      |
| 3      | Khayyam Mustafazadeh |
| 4      | Fagan Safarov        |
| 5      | Elton Ibrahimov      |
| 6      | Adil Bakhishli       |
| 7      | Sabina Babayeva      |
| 8      | Arzu Ismayilova      |

### Finale
| Numéro | Artiste         |
| ------ | --------------- |
| 1      | Orkhan Karimli  |
| 2      | Sabina Babayeva |
| 3      | Elton Ibrahimov |
| 4      | Fagan Safarov   |
| 5      | Arzu Ismayilova |

## La chanson
La chanson When the Music Dies est sélectionné en interne par un jury. Écrite par les compositeurs suédois Anders Bagge, Sandra Bjurman, Stefan Örn et Johan Kronlund, la chanson est un mélange de mélodies occidentales et de mélodies azéris traditionnelles. Elle est entièrement chantée en anglais.

## À l'Eurovision

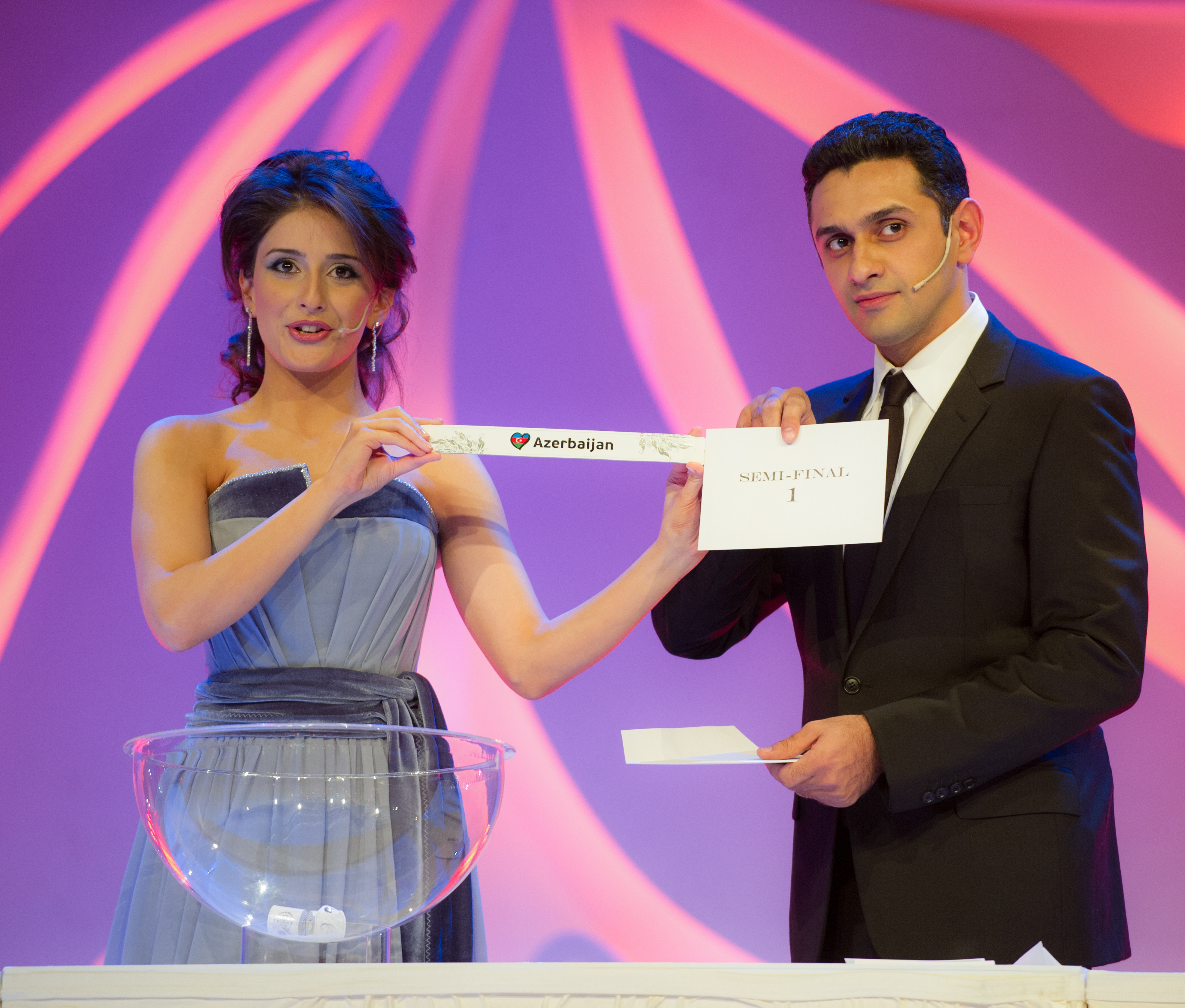
Tirage au sort des demi-finales le 25 janvier 2012. L’Azerbaïdjan vote dans la première demi-finale.

L'Azerbaïdjan, en tant que vainqueur du concours 2011, organise le concours et est, par conséquent, qualifié d'office pour la finale du 26 mai.
Le tirage au sort déterminant les demi-finales et les ordres de passage a lieu le 25 janvier 2012. À la suite de cette tirage, l’Azerbaïdjan (avec l'Italie et l'Espagne) vote dans la première demi-finale qui a lieu le 22 mai et passe en 13e position lors de la finale.
Sabina Babayeva chante lors de la finale et termine à la quatrième place avec un total de 150 points.
De plus, le pays reçoit le prix de la presse aux Prix Marcel-Bezençon après le concours.

### Points attribués à l’Azerbaïdjan
| 12 points                              | 10 points                                | 8 points          | 7 points                           | 6 points    |
| -------------------------------------- | ---------------------------------------- | ----------------- | ---------------------------------- | ----------- |
| - Lituanie - Malte - Turquie - Ukraine | - Bulgarie - Géorgie - Moldavie - Russie | - Chypre - Israël | - Biélorussie - Bosnie-Herzégovine | - Slovaquie |
| 5 points                               | 4 points                                 | 3 points          | 2 points                           | 1 point     |
| - Grèce - Monténégro                   | - Albanie - Saint-Marin                  | - Serbie          | - Macédoine - Royaume-Uni          | - Irlande   |

### Points attribués par l'Azerbaïdjan
| 12 points | Albanie     |
| 10 points | Grèce       |
| 8 points  | Russie      |
| 7 points  | Roumanie    |
| 6 points  | Moldavie    |
| 5 points  | Saint-Marin |
| 4 points  | Irlande     |
| 3 points  | Lettonie    |
| 2 points  | Hongrie     |
| 1 point   | Chypre      |

| 12 points | Turquie  |
| 10 points | Russie   |
| 8 points  | Malte    |
| 7 points  | Suède    |
| 6 points  | Roumanie |
| 5 points  | Grèce    |
| 4 points  | Lituanie |
| 3 points  | Ukraine  |
| 2 points  | Chypre   |
| 1 point   | Irlande  |